# Stade JK Paranoá
Ne doit pas être confondu avec Stade municipal Juscelino Kubitschek.
Le stade JK Paranoá (en portugais : Estádio JK Paranoá), également connu sous le nom de stade Juscelino Kubitschek Paranoá (en portugais : Estádio Juscelino Kubitschek Paranoá) également surnommé le JK, est un stade de football brésilien situé dans la région administrative de Paranoá, dans l'État du District fédéral.
Le stade, doté de 6 000 places et inauguré en 2002, sert d'enceinte à domicile à l'équipe de football du Paranoá Esporte Clube.
Le stade porte le nom de Juscelino Kubitschek, homme politique et ancien président du Brésil entre 1956 et 1961.

## Histoire
Le stade ouvre ses portes en 2002. Il est inauguré le 12 décembre 2002.
Bien que presque exclusivement consacré au football, le stade accueille de temps à autre des rencontres de rugby à XV.